# Messak Settafet
Messak Settafet is een regio in het zuidwesten van Libië die bekendstaat om uitgebreide prehistorische rotstekeningen. De bekendste vindplaatsen zijn Matkhendush, In Ghalgiwan, Tiksaten en In Abategh, die een aantal voorbeelden van de meest interessante rotskunst in de Sahara herbergen.
Messak Settafet wordt ook wel 'Tapijt der werktuigen' genoemd, vanwege de vondst van veel werktuigen uit de steentijd. Van dit gebied wordt gezegd dat het het eerste door de mens gemaakte landschap is.
In de regio liggen zo'n 75 artefacten per vierkante meter, sommige 2 miljoen jaar oud.